# Saint-Christo-en-Jarez
Saint-Christo-en-Jarez är en kommun i departementet Loire i regionen Auvergne-Rhône-Alpes i centrala Frankrike. Kommunen ligger i kantonen Saint-Héand som tillhör arrondissementet Saint-Étienne. År 2022 hade Saint-Christo-en-Jarez 1 888 invånare.

## Befolkningsutveckling
Antalet invånare i kommunen Saint-Christo-en-Jarez
| Referens: INSEE |